# Онглар
Онглар (фр. Anglars) насеље је и општина у јужној Француској у региону Миди Пирене, у департману Лот која припада префектури Фижак.
По подацима из 2011. године у општини је живело 188 становника, а густина насељености је износила 18,82 становника/km². Општина се простире на површини од 9,99 km². Налази се на средњој надморској висини од 400 метара (максималној 561 m, а минималној 328 m).

## Демографија
| 1962. | 1968. | 1975. | 1982. | 1990. | 1999. | 2011. |
| ----- | ----- | ----- | ----- | ----- | ----- | ----- |
| 156   | 193   | 170   | 182   | 172   | 163   | 188   |

График промене броја становника у току последњих година